# Regió d'Ilocos

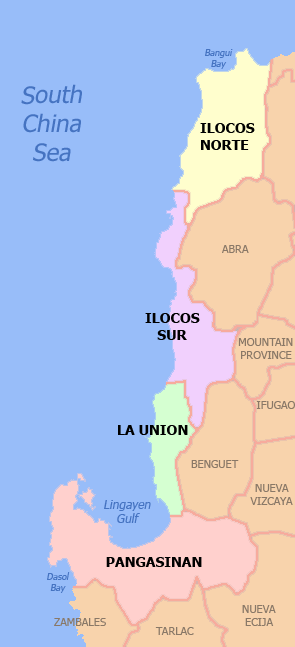
Mapa polític de la regió d'Ilocos

La regió d'Ilocos (en ilocà Rehiyon sa Ilocos, en pangasinan Rihiyon na Sagor na Baybay na Luzon, en filipí Rehiyong Ilocos, en anglès Ilocos Region) és una regió de les Filipines, designada com a Regió I. S'estén per una estreta franja situada a la part nord-occidental de l'illa de Luzon, i limita amb la Regió Administrativa de la Cordillera i la Vall de Cagayan a l'est, amb Luzon Central al sud i amb el mar de la Xina Meridional a l'oest. Consisteix en quatre províncies: Ilocos Nord, Ilocos Sud, La Union i Pangasinan, a més de la ciutat independent de Dagupan. La ciutat de San Fernando és la capital regional.
La superfície de la regió és de 13.055 km². Segons el cens de 2007, té una població de 4.546.789 habitants, amb què era la setena més poblada de les 17 regions del país.

## Províncies i ciutats independents
La regió d'Ilocos està composta per 4 províncies i una ciutat independent:
| Província/Ciutat    | Capital      | Població (2007) | Àrea (km²) | Densitat de població (per km²) |
| ------------------- | ------------ | --------------- | ---------- | ------------------------------ |
| Prov. d'Ilocos Nord | Laoag        | 547.284         | 3.504,3    | 156,2                          |
| Prov. d'Ilocos Sud  | Vigan        | 633.138         | 2.596,0    | 243,9                          |
| Prov. de La Union   | San Fernando | 720.972         | 1.503,8    | 479,4                          |
| Prov. de Pangasinan | Lingayen     | 2.495.841       | 5.413,8    | 461,0                          |
|                     |              |                 |            |                                |
| Ciutat de Dagupan   | —            | 149.554         | 37,2       | 4.017,0                        |
|                     |              |                 |            |                                |
| Regió d'Ilocos      | San Fernando | 4.546.789       | 13.055,0   | 348,3                          |

Tot i que Dagupan és sovint agrupada dins de la província de Pangasinan amb finalitats estadístiques per l'Oficina Nacional d'Estadística, com a ciutat autònoma és administrativament independent de la província.